# Borgarey (ö i Island, Västfjordarna)
Borgarey är en ö i republiken Island. Den ligger i regionen Västfjordarna, i den nordvästra delen av landet. Borgarey är den innersta och minsta ön i Ísafjarðardjúp, mindre än både Æðey och Vigur. Ön var senast bebodd runt sekelskiftet 1900, men begränsad tillgång till sötvatten försvårade bosättningen där.
Det finns ett stort antal lunnefåglar på ön.